# Blackburniella intricata
Blackburniella intricata là một loài bọ cánh cứng thuộc họ Cleridae. Loài này được miêu tả về mặt khoa học đầu tiên năm 1891 bởi Blackburn.